# 荒手車庫

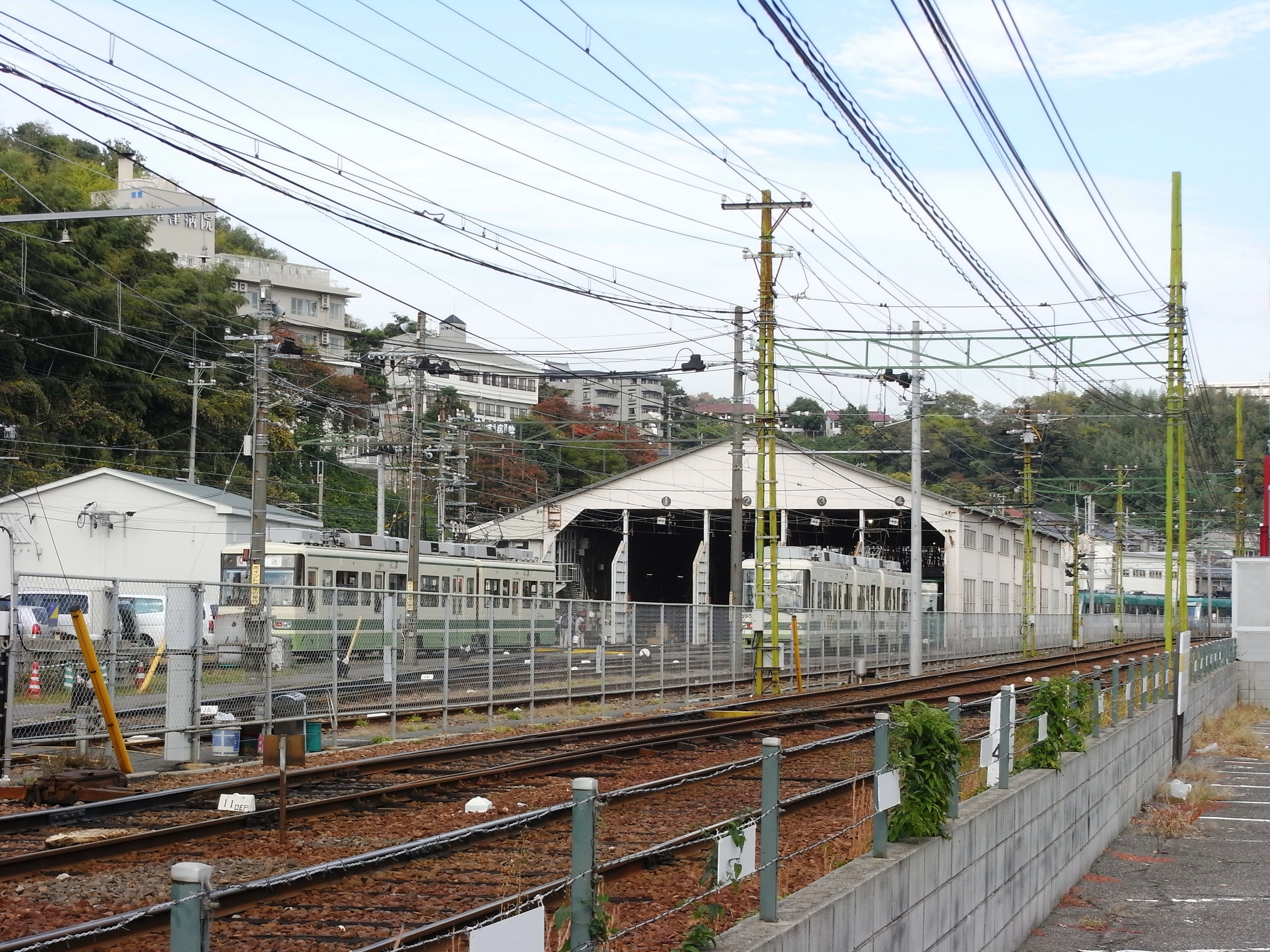
荒手車庫　2004年12月撮影

荒手車庫（あらてしゃこ）は、広島県広島市西区草津南3丁目6-3にある、広島電鉄の路面電車車庫である。所属車両の日常検査を行っている。宮島線の商工センター入口駅に隣接している。

## 概要
己斐駅（現在の広電西広島（己斐）駅）の横にあった己斐車庫が、太田川の改修により、1953年に移転してきた。
宮島線の中間にあり、朝ラッシュ時は荒手車庫を出庫して商工センター入口駅始発となる便も多い。担当路線は2号線。

## 在籍車両
- 3100形:3101 - 3103
- 3700形:3701 - 3705
- 3800形:3801・ 3805・3808
- 3900形:3901 - 3908
- 3950形:3951 - 3956
- 5000形:5001 - 5012
- 5100形:5101・5108
- 5200形:5201 - 5206・5211

## その他
近くにはショッピングモールのアルパークや広島サンプラザ、広島市中小企業会館などがある。商工センターに近い。